# Doktor House (4. évad)
A Doktor House című amerikai kórházsorozat negyedik évadát 2007. szeptember 25-én mutatták be az Egyesült Államokban a FOX csatornán. Magyarországon 2008 augusztusában debütált a TV2-n, majd 2023-ban új szinkronnal a SkyShowtime streamingszolgáltatónál.
A forgatókönyvírók 2007-es sztrájkja miatt csonka, csupán 16 epizódos maradt ez az évad, mely főként arról szól, hogy House hogyan próbál magának új csapatot verbuválni. Az új csapattagok Dr. Chris Taub (Peter Jacobson), Dr. Lawrence Kutner (Kal Penn) és Dr. Remy "Tizenhármas" Hadley (Olivia Wilde) lesznek, illetve egy ideig esélyes rá Dr. Amber Volakis (Anne Dudek) is, aki később Wilsonnal kezd viszonyba. Visszatér a csapathoz Foreman is, akit kirúgnak az új munkahelyéről, de Cameron és Chase is ugyanúgy a kórházban dolgoznak még.

## Szereplők

### Főszereplők
- Hugh Laurie mint Dr. Gregory House (magyar hangja Kulka János, a SkyShowtime szinkronjában Fekete Ernő)
- Lisa Edelstein mint Dr. Lisa Cuddy (magyar hangja Györgyi Anna)
- Omar Epps mint Dr. Eric Foreman (magyar hangja Holl Nándor)
- Robert Sean Leonard mint Dr. James Wilson (magyar hangja Szabó Sipos Barnabás, a SkyShowtime szinkronjában Varga Gábor)
- Jennifer Morrison mint Dr. Allison Cameron (magyar hangja Zsigmond Tamara)
- Jesse Spencer mint Dr. Robert Chase (magyar hangja Fekete Zoltán)

### Visszatérő szereplők
- Peter Jacobson mint Dr. Chris Taub (magyar hangja Kapácsy Miklós)
- Kal Penn mint Dr. Lawrence Kutner (magyar hangja Bozsó Péter)
- Olivia Wilde mint Dr. Remy 'Tizenhármas' Hadley (magyar hangja Kéri Kitty)
- Anne Dudek mint Dr. Amber Volakis (magyar hangja Timkó Eszter, a SkyShowtime szinkronjában Vadász Bea)
- Edi Gathegi mint Dr. Jeffrey Cole (magyar hangja Dányi Krisztián)
- Andy Comeau mint Dr. Travis Brennan (magyar hangja Barabás Kiss Zoltán)
- Carmen Argenziano mint Henry Dobson (magyar hangja Cs. Németh Lajos)
- Michael Michele mint Dr. Samira Terzi
- Meera Simhan mint Dr. Jody Desai
- Melinda Dahl mint 15A-s
- Caitlin Dahl mint 15B-s
- Kathryn Adams mint Doctor 23-as
- Jennifer Crystal Foley mint Rachel Taub
- Maurice Godin mint Dr. Lawrence Hourani

### Vendégszereplők
Michael Adler, Kristina Anapau, Julie Ariola, Essence Atkins, Rob Benedict, Eli Bildner, Joel Bissonnette, David Campbell, Matt DeCaro, Dan Desmond, Conor Dubin, Amy Dudgeon, Fred Durst, Laurie Fortier, Heather Fox, Jennifer Hall, Henry Hayashi, Jeff Hephner, Charlie Hofheimer, Brian Klugman, Caroline Lagerfelt, Kay Lenz, Jason Lewis, Liana Liberato, Nick McCallum, Ivana Miličević, Pat Millicano, Janel Moloney, Chad Morgan, Jason Manuel Olazabal, Holmes Osborne, Eyal Podell, Bevin Prince, Paul Rae, Jeremy Renner, Reynaldo Rosales, Jonathan Sadowski, Mary Kate Schellhardt, Azura Skye, Laura Silverman, Scott Alan Smith, Mira Sorvino, Douglas Spain, Anthony Starke, Khleo Thomas, Steve Valentine, Alex Weed, Frank Whaley, Michael Whaley, Chad Willett, Thomas F. Wilson, Tom Wright és Kathleen York.

## Cselekmény
|  | Alább a cselekmény részletei következnek! |

| Sor. | Év. | Cím                                                 | Rendező             | Író                                                       | Premier                                  | Nézettség    |
| --- | --- | --------------------------------------------------- | ------------------- | --------------------------------------------------------- | ---------------------------------------- | ------------ |
| 71. | 1.  | Egyedül (Alone)                                     | Deran Sarafian      | Peter Blake                                               | 2007. szeptember 25. 2008. augusztus 27. | 14,52 millió |
| Amikor egy irodaépület összeomlik, House-nak kell kezelnie egy fiatal beteget, akinek olyan súlyos sérülései vannak, hogy csak pislogással tud kommunikálni. Nem lesz egyszerű feladat, ugyanis se Chase, se Cameron, se Foreman nincs már a csapatban, így gondolatait a kórház egyik takarítójával osztja meg. Végső diagnózis: allergiás reakció cephalosporinokra, delirium tremens, együtt szedett gyógyszerek mellékhatásai |     |                                                     |                     |                                                           |                                          |              |
| 72. | 2.  | Túlélőgyakorlat (The Right Stuff)                   | Deran Sarafian      | Doris Egan & Leonard Dick                                 | 2007. október 2. 2008. szeptember 3.     | 17,44 millió |
| House-nak új csapatot kell felvennie, ezért nekilát szisztematikusan kiszórni az embereket. Aktuális betege egy űrhajóstréningen részt vevő nő, aki egy idegi rendellenesség miatt a hangokat is képeknek látja. Mivel a NASA emiatt egész biztosan nem alkalmazná őt, ezért titkos kezelésért könyörög. House időközben döbbenten pillantja meg három egykori segédjét a kórház folyosóin. Végső diagnózis: Von Hippel-Lindau szindróma |     |                                                     |                     |                                                           |                                          |              |
| 73. | 3.  | 97 másodperc (97 Seconds)                           | David Platt         | Russel Friend & Garrett Lerner                            | 2007. október 9. 2008. szeptember 10.    | 18,03 millió |
| House a tíz állva maradt jelöltet nemek szerint sorolja két csoportba, és mindkettő ugyanazt a feladatot kapja: kezelniük kell egy gerinc eredetű izomsorvadásban szenvedő beteget, aki lassan megfullad. Mindeközben Foreman egy másik kórházban saját csapatot kap, és House módjára kezeli a betegeket. Végső diagnózis: Strongyloides fonalféreg |     |                                                     |                     |                                                           |                                          |              |
| 74. | 4.  | Őrangyalok (Guardian Angels)                        | Deran Sarafian      | David Hoselton                                            | 2007. október 23. 2008. szeptember 17.   | 18,1 millió  |
| House megmaradt versenyzőinek most egy hullaházban dolgozó nő hallucinációit kell megfejteni. Először a csapat House-t is beleértve Creutzfeldt-Jakob szindrómának hiszi az esetet de a teszt szerint nem az. Amikor beutalják a kórházba, azt képzeli, hogy a halott anyja is jelen van. Miközben Cameron tanácsokat ad a versenyzők egyikének, Foreman együtt ebédel Cuddyval és megosztja vele helyzetét, miután kirúgták. Végső diagnózis: Ergot-mérgezés |     |                                                     |                     |                                                           |                                          |              |
| 75. | 5.  | Tükröm, tükröm (Mirror Mirror)                      | David Platt         | David Foster                                              | 2007. október 30. 2008. szeptember 24.   | 17,29 millió |
| House népes csapatával együtt egy újabb furcsa esettel kell, hogy megbirkózzon, ugyanis egy férfit szállítanak be a klinikára érthetetlen fulladásos tünetekkel. Az illetőnek fogalma sincs róla, hogy ki ő, de a szobában tartózkodó legdominánsabb személyt megfigyelve ideiglenesen magára tudja venni annak személyiségét. Ez egy rendkívül ritka betegség, a Giovannini-tükörszindróma. House-nak tetszik, ahogy a férfi értékeli az embereket, és manipulálja, hogy mindenkiről alkosson véleményt. A differenciáldiagnózis közben Cuddy egy vendéget kísér be, aki nem más, mint Foreman, s akiről közli, hogy újra a kórházban fog dolgozni. Az ő javaslatára pedig, hogy kiderítsék, mi okozhatja a páciens panaszait, leállítják a légzését. Végső diagnózis: Eperythrozoon fertőzés |     |                                                     |                     |                                                           |                                          |              |
| 76. | 6.  | Kerül, amibe kerül (Whatever It Takes)              | Juan J. Campanella  | Thomas L. Moran                                           | 2007. november 6. 2008. október 1.       | 18,17 millió |
| A CIA felkéri House-t, hogy kezelje az egyik halálos beteg ügynöküket. Az ügyet kezelő Dr. Samira Terzi azonban nem hajlandó az ügynök múltjából semmilyen lényegi információt megosztani. Emiatt House unortodox kezelési módokra kényszerül. A betöltetlen állásokra pályázó csapat az ideiglenes főnökük, Foreman vezetésével egy igen nehéz és rejtélyes esetet kell, hogy diagnosztizáljanak. House pedig egyszemélyes döntést hoz: egynek menni kell, egy újnak pedig jönni. Végső diagnózis: hőguta, szándékos talliummérgezés (Casey) szelénmérgezés (John) |     |                                                     |                     |                                                           |                                          |              |
| 77. | 7.  | Ronda (Ugly)                                        | David Straiton      | Sean Whitesell                                            | 2007. november 13. 2008. október 8.      | 16,95 millió |
| House sarkában ezúttal már nemcsak a jelöltek lihegnek, hanem egy forgatócsoport is, akik épp aközben filmeznek, miközben egy tizenéves srácot kezel: a fiú épp archelyreállító műtétre készült volna, amikor szívrohamot kapott. A csapat még megmaradt jelöltjei között egyre szorosabb a küzdelem azért, hogy benn maradjanak. Végső diagnózis: Lyme-kór |     |                                                     |                     |                                                           |                                          |              |
| 78. | 8.  | Jobb, ha nem tudja! (You Don't Want To Know)        | Lesli Linka Glatter | Sara Hess                                                 | 2007. november 20. 2008. október 15.     | 16,88 millió |
| House új kihívás elé állítja a csapatot: aki megszerzi Dr. Cuddy bugyiját, az védettséget élvez. Eközben egy bűvészt hoznak be a klinikára, mert az egyik víz alatti mutatványa közben hirtelen leállt a szíve és vérezni kezdett. House úgy véli, hogy a bűvész egy csaló, és a betegséggel azt próbálja leplezni, hogy majdnem megfulladt a mutatványa közben. A diagnosztizálása közben House észreveszi, hogyTizenhármasnak remeg a keze, s néha ügyetlenkedik, ez pedig felkelti a figyelmét. Hamarosan rájön, hogy a lány anyja Huntington-kórban szenvedett, így 50 százalék az esély arra, hogy a nő szintén örökölte ezt a betegséget. Végső diagnózis: Lupus |     |                                                     |                     |                                                           |                                          |              |
| 79. | 9.  | Játékok (Games)                                     | Deran Sarafian      | Eli Attie                                                 | 2007. november 27. 2008. október 22.     | 16,96 millió |
| House-nak döntenie kellene, hogy a négy jelölt közül, ki az a kettő, aki maradhat. Bár ő több embert szeretne, ám Cuddy ezt nem engedi, ezért egy terv részeként bevonja a csapatot, és úgy kezel egy drogos rockzenész-pácienst, mint egy játék résztvevőjét. Azt mondja, hogy aki helyesen diagnosztizálja a beteget, az fix helyet kap a csapatában. Meglepetésre azonban a két női játékos hajba kap egymással, így House kirúgja Amber-t és Tizenhármast, de Cuddy azt javasolja, hogy Tizenhármast tartsa inkább meg. Eközben Wilson közli egy betegével, hogy tévesen diagnosztizálták végstádiumú rákkal. Végső diagnózis: kanyaró |     |                                                     |                     |                                                           |                                          |              |
| 80. | 10. | Kis karácsony, nagy hazugság (It's A Wonderful Lie) | Matt Shakman        | Pamela Davis                                              | 2008. január 29. 2008. október 29.       | 22,56 millió |
| Összeáll House új csapata: Taub, Kutner és Tizenhármas személyében. Egy nőt kezelnek, akinek hirtelen lebénult a keze egy kalandparkban, miközben sziklafalat mászott, és emiatt a lánya is megsérült. House próbálja az anyát és a lányát vizsgálva információkhoz jutni, és arra a következtetésre jut, hogy az anya eltitkol dolgokat. Végső diagnózis: mellrák |     |                                                     |                     |                                                           |                                          |              |
| 81. | 11. | Fagyos (Frozen)                                     | David Straiton      | Liz Friedman                                              | 2008. február 3. 2008. november 5.       | 29,04 millió |
| House és orvosi csapata ezúttal egy hatalmas távolságra lévő páciensen kell, hogy segítsenek. Dr. Cate Milton a Déli-sarkon végez pszichológiai kutatásokat, amikor is egy nap váratlanul rosszul lesz, ám az időjárás viszontagságai miatt ottreked, ezért műholdas kapcsolaton keresztül remél távgyógyítást House-tól. Eközben Cuddy beszünteti a kórházban a fizetős tévécsatornákat, mely döntés igen rosszul érinti House-t. Elhatározza, hogy az emberein keresztül megpróbálja zsarolni Cameront, mint a kórházi döntőbizottság egyik oszlopos tagját, az eddigi, jól megszokott rendszer visszaállításáért. Végső diagnózis: kezeletlen csonttörés miatti zsírembólia |     |                                                     |                     |                                                           |                                          |              |
| 82. | 12. | Változás kizárva (Don't Ever Change)                | Deran Sarafian      | Doris Egan & Leonard Dick                                 | 2008. február 5. 2008. november 12.      | 23,15 millió |
| House és csapata legújabb betege a saját esküvőjén esik össze. Rengeteg betegségre tesztelik, de mind negatív, ezért azt hiszik, hogy csak szimulál. Amikor aztán kiderül, hogy a nő korábban zenei producerként igencsak kicsapongó életet élt, és amióta haszid zsidó lett, látszólag megállapodott, House úgy érzi, a nő valójában mégsem változott semmit, és ennek köze lehet a betegségéhez. Végső diagnózis: vándorvese |     |                                                     |                     |                                                           |                                          |              |
| 83. | 13. | A jófiúknak befellegzett (No More Mr. Nice Guy)     | Deran Sarafian      | David Hoselton & David Shore                              | 2008. április 28. 2008. november 19.     | 14,51 millió |
| House azt gyanítja, hogy az új betegének sokkal nagyobb a baja, mint amivel eredetileg diagnosztizálták, ugyanis túlságosan kedves. Ő úgy véli, hogy ez természetellenes, és ez is egy tünet kell, hogy legyen. Közben rájön, hogy Amber most már Wison barátnője, és meg akarja tudni, mennyi időt töltenek együtt. Cuddy azt szeretné, ha House értékelné a csapatát. Végső diagnózis: Chagas-kór |     |                                                     |                     |                                                           |                                          |              |
| 84. | 14. | Álomvilág (Living the Dream)                        | David Straiton      | Sara Hess & Liz Friedman                                  | 2008. május 5. 2008. november 26.        | 13,26 millió |
| House meg van róla győződve, hogy kedvenc kórházsorozatának szereplője beteg, ahogy megfigyeli a tüneteit a tévéképernyőn keresztül. Úgy dönt, hogy a kezébe veszi az ügyet, noha a színész és House csapata szerint sincs semmi baj. Miközben lezajlik Wilson és Amber közt az első nagyobb vita, egy ellenőr érkezik a kórházba. Végső diagnózis: kininallergia |     |                                                     |                     |                                                           |                                          |              |
| 85. | 15. | House feje (House's Head)                           | Greg Yaitanes       | Doris Egan                                                | 2008. május 12. 2008. december 3.        | 14,84 millió |
| House zavarodottan és véresen tér magához, miután súlyos buszbalesetet szenvedett másokkal egyetemben. A fejsérülései miatt nem emlékszik a részletekre, de abban biztos, hogy a baleset előtt vele utazott valaki, aki halálos betegség jeleit produkálta. Csapata megdöbbenésére is minden erejét beveti, hogy rájöjjön, ki volt az a személy. A csapata és ő maga is őszintén megdöbbennek, amikor kiderül, hogy ez nem más, mint Amber. Végső diagnózis: légembólia |     |                                                     |                     |                                                           |                                          |              |
| 86. | 16. | Wilson szíve (Wilson's Heart)                       | Katie Jacobs        | Peter Blake, David Foster, Russel Friend & Garrett Lerner | 2008. május 19. 2008. december 10.       | 16,16 millió |
| Miután kiderül, hogy Amber az, akit House-nak meg kell mentenie, mindenki a lányt keresi. Rövidesen meg is találják: ő az egyik azonosítatlan áldozat, aki eszméletlenül fekszik a kórházban. Átszállítás közben Amber szíve leáll, Wilson pedig hibernálja, hogy időt nyerjen. Eközben az jár a fejében, mit keresett éjszaka együtt Amber és House ugyanazon a buszon. House továbbra sem emlékszik semmire, ami nagyon idegesíti a kollégáit, különösen Wilsont. Amber végül meghal, Wilson pedig House-t hibáztatja ezért, mert a nő nem szállt volna buszra, ha nem kellett volna érte mennie egy bárba. Tizenhármas felfedezi, hogy örökölte a Huntington-kórt. Végső diagnózis: adamantin-mérgezés vesesérülés miatt                                                                    |     |                                                     |                     |                                                           |                                          |              |